# Fulgurodes plumboelata
Fulgurodes plumboelata là một loài bướm đêm trong họ Geometridae.